# Aeroportul Zhengzhou Shangjie
Aeroportul Zhengzhou Shangjie (IATA: HSJ) este un aeroport din Shangjie District⁠(d), Zhengzhou, Henan, Republica Populară Chineză.
aeroportul dispune de o singură pistă.